# Space Station No. 5
«Space Station #5» es una canción de la banda estadounidense Montrose, publicado el 17 de octubre de 1973 como el tercer tema de su álbum debut del mismo nombre. Más tarde, «Space Station #5» se editó y publicó en mayo de 1974 como el segundo y último sencillo del álbum.

## Lista de canciones
1974 US 7-inch single
1. «Space Station #5» – 3:48
2. «Make It Last» – 5:29

## Créditos y personal
Créditos adaptados desde las notas de álbum de Montrose.
Montrose
- Denny Carmassi – batería
- Bill Church – bajo eléctrico
- Ronnie Montrose – guitarra
- Sammy Hagar – voces

Personal técnico
- Montrose – productor
- Ted Templeman – productor
- Donn Landee – ingeniero de audio
- Stephen Jarvis – ingeniero de audio

## Posicionamiento
| Gráfica (1980)                          | Pico de posición |
| --------------------------------------- | ---------------- |
| Reino Unido (Music Week Top 75 Singles) | 71               |

## Legado
- Iron Maiden publicó una versión de «Space Station #5» como el lado B del sencillo «Be Quick or Be Dead».[6] Esta versión apareció en el álbum recopilatorio de 2002, Best of the 'B' Sides.[7]